# Marquesado de Cervera
El Marquesado de Cervera es un título nobiliario español creado por el rey Carlos III, el 28 de octubre de 1779, a favor de Juan-Francisco de Gaona y Barona, Portocarrero y Rozas, hijo de los II condes de Valdeparaíso y de los III marqueses de Añavete.
El actual titular, desde 2007, es Carlota Francitorra de Font, VI marqués de Cervera.

## Marqueses de Cervera
|                                      | Titular                                                | Periodo                              |
| Creado en 1779 por el rey Carlos III | Creado en 1779 por el rey Carlos III                   | Creado en 1779 por el rey Carlos III |
| ------------------------------------ | ------------------------------------------------------ | ------------------------------------ |
| I                                    | Juan-Francisco de Gaona y Barona, Portocarrero y Rozas | 1779-                                |
| II                                   | Pedro María de Gaona                                   | 1801-                                |
| III                                  | Manuel de Ciria Vinent Gaona y Gola                    | 1871-                                |
| IV                                   | Beatriz Díaz y Ramírez de Orozco                       | 1953-                                |
| V                                    | Concepción de Font y Díaz                              | 1994-                                |
| VI                                   | Carlota Francitorra de Font                            | 2007-Actual titular                  |

## Historia de los marqueses de Cervera
- Juan-Francisco de Gaona y Barona, Portocarrero y Rozas, I marqués de Cervera.

Le sucedió, el 1 de noviembre de 1801:
- Pedro María de Gaona, II marqués de Cervera.

Le sucedió, por rehabilitación fecha el 30 de marzo de 1871:
- Manuel de Ciria Vinent Gaona y Gola, III marqués de Cervera.

Le sucedió, por convalidación de fecha 10 de julio de 1953:
- Beatriz Díaz y Ramírez de Orozco, IV marqués de Cervera.

Le sucedió, por carta de sucesión de 1 de septiembre de 1994, su hija:
- Concepción de Font y Díaz, V marqués de Cervera.

Le sucedió, por carta de sucesión de 23 de mayo de 2007, su hija:
- Carlota Francitorra de Font, VI marqués de Cervera.

Actual titular.